# Siziano
Siziano – miejscowość i gmina we Włoszech, w regionie Lombardia, w prowincji Pawia.
Według danych na rok 2004 gminę zamieszkiwały 5213 osoby, 473,9 os./km².